# 艾蒂安·德·維尼奧勒

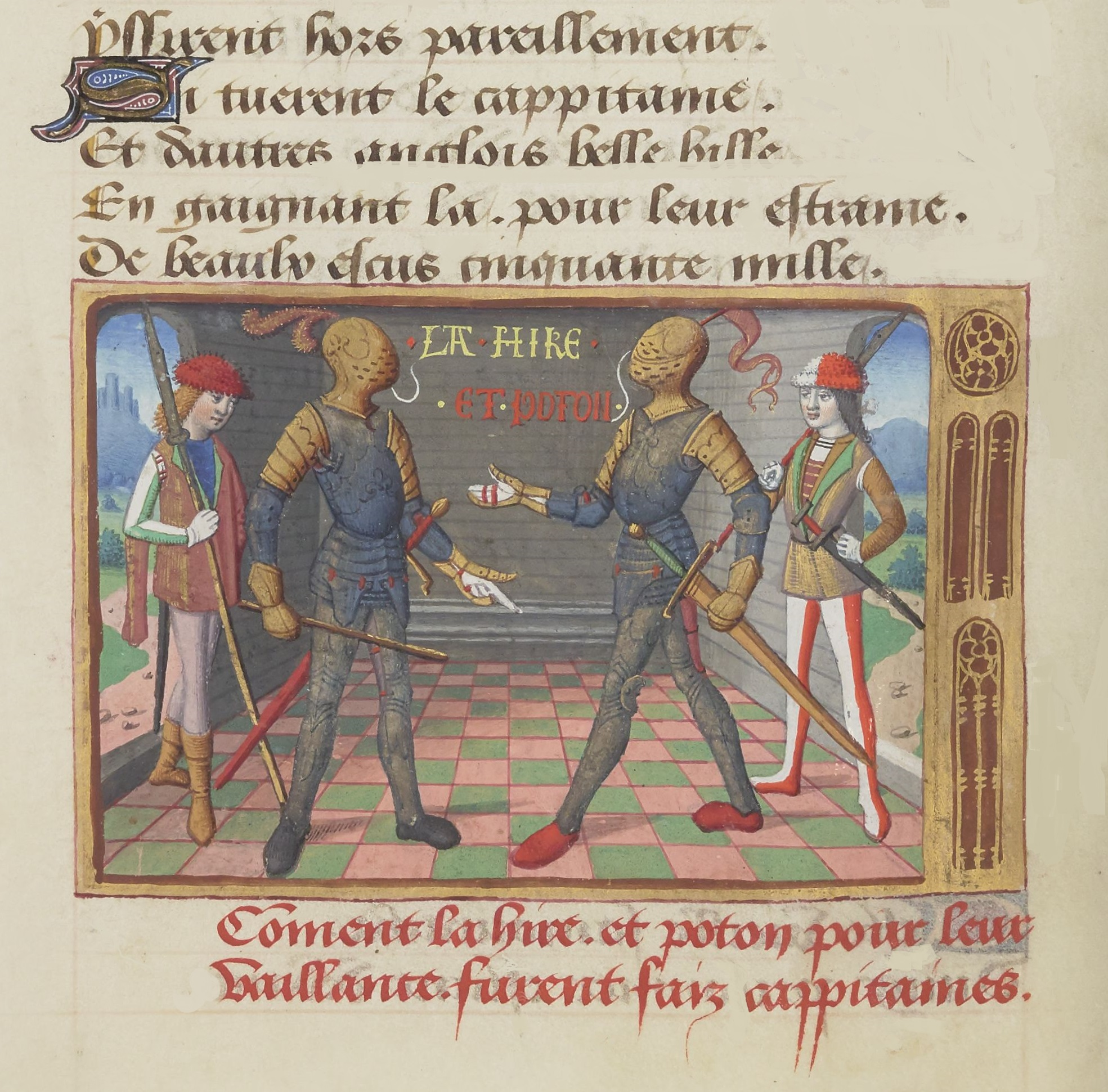
15世紀的繪本中，拉海尔和桑特拉耶的插畫

艾蒂安·德·維尼奧勒的徽章

艾蒂安·德·維尼奧勒（法語：Étienne de Vignolles，1390年~1443年1月11日），又名拉海爾（法語：La Hire，法語：[la iʁ]，原意是古法文的“憤怒”），是百年戰爭中法蘭西王國的軍事指揮官。他跟隨聖女貞德參加1429年一系列的戰役。他最重要的一次行動為領導前鋒部隊在帕提戰役中獲得一次重要的勝利。
1418年，英軍入侵法國時，拉海爾加入了查理七世的陣營。三年後，他參與1421年的安茹戰役。
他是聖女貞德的親密戰友，並作為一名王國軍隊長領導著前鋒部隊。1431年春天，他被囚禁在杜爾當。1435年，他打贏傑布華戰役並且在1438年被任命為諾曼第地區的總司令。1443年1月，他因為不明的疾病於蒙托邦過世。

## 大眾文化
拉海爾在法國的撲克牌代表紅心J，他的名字包含暴躁的意義。

## 影劇
1999年，上映兩部和聖女貞德有關的影片。在小型電視影集《聖女貞德》（Joan of Arc）中，拉海爾由彼得·史特羅斯（Peter Strauss）飾演。拉海爾同樣有在盧貝松的電影《聖女貞德》（The Messenger: The Story of Joan of Arc）中登場，由理查德萊丁斯（Richard Ridings）飾演。另外在1948年由維克托·弗萊明執導，英格麗·褒曼領銜主演的的《聖女貞德》彩色電影，拉海爾則由美國知名導演約翰·福特的股份公司成員─沃德·邦德（Ward Bond）飾演。
在捷克的音樂劇《Johanna z Arku》（2003）中，拉海爾由Petr Kolar飾演;而在法國的兩集電影《Jeanne la Pucelle》（1994）中，則由Stephane Boucher飾演。
在奥托·普雷明格執導，1957年版本的《聖貞德》（Saint Joan）中，拉海爾由Patrick Barr飾演。更久以前，賽西爾·德米爾的版本《貞德女士》（Joan the Woman），拉海爾由霍巴特·博斯沃恩（Hobart Bosworth）飾演。1929年的法國電影《奇蹟的聖女貞德》（La Merveilleuse Vie de Jeanne d'Arc）中則由Fernand Mailly飾演。
英國BBC推出的《聖貞德》（Saint Joan）中拉海尔由傑克·沃森（Jack Watson）飾演。在美國，Hallmark Hall of Fame製作了兩個版本的影片：1957年的《雲雀》（The Lark），拉海爾由布魯斯·戈登（Bruce Gordon）飾演；1967年的《聖貞德》（Saint Joan）中，則由達納·艾卡飾演。

## 電玩遊戲
在動作遊戲《萬夫莫敵-聖女傳》（Wars & Warriors: Joan of Arc，2004年Enlight Software出品）中，拉海爾為玩家可操控角色，他被描繪為擁有強大力量的巨人，武器為巨型棍棒。
拉海爾在《世紀帝國II：帝王世紀》中於聖女貞德的劇情戰役中登場，為一名力量強大的英雄級步兵單位，他被描繪為如浩克般的狂戰士。
2006由日本LEVEL-5推出的PSP SRPG─聖女貞德（JEANNE D'ARC），將拉海爾描寫為獸人戰士及僱傭兵，以他壓倒性的威力為代表。
拉海爾也在光榮出品的電玩遊戲《長劍風暴：百年戰爭》（ブレイドストーム -百年戦争-）中登場。
在第一人稱射擊遊戲中，其中的特定機器人被命名為TYPE-LAHIRE。

## 參看
- 奧爾良之圍
- 雅爾若戰役
- 羅亞爾河畔默恩戰役
- 博讓西戰役